# Кафе с аромат на жена
„Кафе с аромат на жена“ (на испански: Café con aroma de mujer) е колумбийска теленовела, продуцирана от РЦН Телевисион и излъчена от Canal A от 1994 до 1995 г.

## Сюжет
Тереза Суарес, с прякор „Гавиота“ и майка й Карменза Суарес, работят като комбайн и през цялата година пътуват до различни земеделски земи в Колумбия в търсене на работа. Всеки октомври, непосредствено преди периода на прибиране на реколтата от кафе, те пътуват до хасиендата Казабланка във Филандия, чийто собственик, могъщият бизнесмен за кафе Октавио Валехо, им осигурява работа. Един октомври Валехо умира и семейството му, разпръснато по целия свят, се отправя обратно към Казабланка, за да присъства на погребението. След като се завръща в хасиендата след няколко години в Лондон, внукът му Себастиан Валехо среща Гавиота и само с нея в крайна сметка успява да преодолее страха си от жените.
След няколко срещи, Себастиан и Гавиота започват кратка, но страстна връзка, която се превръща и в двамата първо истинско романтично преживяване. Те пазят романтиката си в тайна, особено от аристократичното му семейство, но в крайна сметка той трябва да замине за Лондон след погребението на дядо си, за да завърши колежа си. Двамата се съгласяват да се съберат в Казабланка точно на същата дата на следващата година, след като завърши, за да се оженят окончателно. Малко след напускането на Себастиан, Гавиота разбира, че е бременна. Не намирайки начин да влезе в контакт с него, недоверявайки на семейството му и без никой друг, към когото да се обърне, тя решава да отпътува сама за Европа, за да го издири, след като е била измамена от мрежа от трафик на хора, които плячкат на нейната изобретателност, предлагайки тя си работи като модел, но всъщност се надява да я използва като проститутка в Париж.
На следващата година Себастиян се връща в Казабланка, за да изпълни обещанието си и след като я търси в града, разбира, че тя е отишла в Европа, за да работи като проститутка. Обезсърчен и повлиян от капризния си братовчед Иван Валехо, той сключва брак с приятеля си Лусия Сандовал, който приема цял живот в напълно безсексуален брак, само за да бъде до него.
Гавиота, приел нова идентичност в Европа като Каролина Оливарес, най-накрая се завръща в Колумбия, но успява да пристигне в Казабланка сутринта след сватбената церемония на Себастиан и Лусия. Обезсърчена от внезапния обрат на събитията, Гавиота търси майка си и тайно напуска Казабланка завинаги, за да стои далеч от Себастиан и да намери по-добър живот в Богота. Имайки много трудности в огромния и непознат град, тя в крайна сметка се завръща в света на кафето, като този път е назначена от Cafexport, компанията за износ на кафе, собственост на семейство Валехо, под нейната алтернативна идентичност като Каролина Оливарес. След като осъзнава завръщането на Гавиота в Казабланка и почти незабавното й напускане, а също така съжалява за прибързания си и липсващ любов брак, Себастиян решава да използва всичките си средства, за да я намери. В крайна сметка Лусия разбира за предишната си история с Гавиота и се заклева да запази брака и да се бие, като осуетят плановете му, докато Иван и съпругата му Лукресия тайно планират да държат Себастиан и Гавиота настрана, за да запазят богатството на по-късно Октавио Валехо за себе си.

## Актьори
- Маргарита Роза де Франсиско – Тереза „Гавиота“ Суарес / Каролина Оливарес Малдонадо
- Гай Екер – Себастиан Валехо Кортес
- Алехандра Бореро – Лусия Сандовал Фалкон де Валехо
- Кристобал Еразуриз – Иван Валехо Саенц
- Силвия де Диос – Лукресия Ривас де Валехо
- Констанца Дуке – Карменца Суарес

## Версии
- Кога ще бъдеш моя, мексиканска теленовела от 2001 г., продуцирана от TV Azteca, с участието на Силвия Наваро и Серхио Басаниес.
- Дестилирана любов, мексиканска теленовела от 2007 г., продуцирана от Televisa, с участието Анхелика Ривера и Едуардо Яниес.
- Кафе с аромат на жена, колумбийска теленовела от 2021 г., продуцирана от RCN Televisión и разпространена от Telemundo, с участието Уилям Леви и Лаура Лондоньо.